# Santa Cruz (Cile)
Santa Cruz è un comune del Cile della provincia di Colchagua nella Regione del Libertador General Bernardo O'Higgins. Al censimento del 2002 possedeva una popolazione di 32.387 abitanti.

## Società

### Evoluzione demografica
| Censimento del 1992 | Censimento del 2002 |
| 29.258 ab.          | 32.387 ab.          |